# Campionati di pugilato dilettanti dell'Unione europea 2003
I Campionati di pugilato dilettanti dell'Unione europea maschili 2003 si sono tenuti a Strasburgo, Francia, dal 10 al 14 giugno 2003. È stata la 1ª edizione della competizione annuale organizzata dall'EABA.

## Risultati
| Categoria                   | Oro                        | Argento                      | Bronzo                                                     |
| --------------------------- | -------------------------- | ---------------------------- | ---------------------------------------------------------- |
| Pesi minimosca (kg 48)      | Abdulkadir Kocak Turchia   | Redouane Asloum Francia      | -                                                          |
| Pesi mosca (kg 51)          | Jérôme Thomas Francia      | Wiaczesław Molis Estonia     | Felipe Martínez Spagna Don Broadhurst Inghilterra          |
| Pesi gallo (kg 54)          | Ali Hallab Francia         | Bashir Hassan Svezia         | Wilhelm Gratschow Germania Brian Gillan Irlanda            |
| Pesi piuma (kg 57)          | Mejid Jelili Svezia        | David Mulholland Inghilterra | Ahmet Turan Turchia Jani Turunen Finlandia                 |
| Pesi leggeri (kg 60)        | Selçuk Aydın Turchia       | Devis Boschiero Italia       | Guillaume Salingue Francia Andrew Murray Irlanda           |
| Pesi superleggeri (kg 64)   | Willy Blain Francia        | Paul McCloskey Irlanda       | Brunet Zamora Italia Albert Starikow Estonia               |
| Pesi welter (kg 69)         | Bülent Ulusoy Turchia      | Xavier Noel Francia          | Donatas Bondorovas Lituania Francisco Martínez Díaz Spagna |
| Pesi medi (kg 75)           | Serdar Ustuner Turchia     | Mamadou Diambang Francia     | Ricardo Samms Inghilterra Aleksander Rubiuk Estonia        |
| Pesi mediomassimi (kg 81)   | Tarhan Yildirim Turchia    | Kenneth Egan Irlanda         | John Dovi Francia Boubacar Kamara Svezia                   |
| Pesi massimi (kg 91)        | Vitaljus Subacius Lituania | Andreas Gustavsson Svezia    | Alan Reynolds Irlanda Spiridion Kladouhas Grecia           |
| Pesi supermassimi (kg 91 +) | Modo Sallah Svezia         | Sebastian Köber Germania     | Ahmet Aksu Turchia Mehdi Aouiche Francia                   |

## Medagliere
| Posizione | Paese       | Oro | Argento | Bronzo | Totale |
| --------- | ----------- | --- | ------- | ------ | ------ |
| 1         | Turchia     | 5   | 0       | 2      | 7      |
| 2         | Francia     | 3   | 3       | 3      | 9      |
| 3         | Svezia      | 2   | 2       | 1      | 5      |
| 4         | Lituania    | 1   | 0       | 1      | 2      |
| 5         | Irlanda     | 0   | 2       | 3      | 5      |
| 6         | Inghilterra | 0   | 1       | 2      | 3      |
| 6         | Estonia     | 0   | 1       | 2      | 3      |
| 8         | Germania    | 0   | 1       | 1      | 2      |
| 8         | Italia      | 0   | 1       | 1      | 2      |
| 10        | Spagna      | 0   | 0       | 2      | 2      |
| 11        | Grecia      | 0   | 0       | 1      | 1      |
| 11        | Finlandia   | 0   | 0       | 1      | 1      |
|           | Totale      | 11  | 11      | 20     | 42     |